# Liga de Yugoslavia de waterpolo femenino
La Liga de Yugoslavia de waterpolo femenino era la competición más importante de waterpolo femenino entre clubes de Yugoslavia.
Después de la disolución de Yugoslavia desaparece la liga en 1990.

## Historial
Estos son los ganadores de liga:
- 1990: KEY Opatija; subcampeón: PK Jadran Split
- 1989: PK Jadran Split; subcampeón: KEY Opatija
- 1988: PK Jadran Split; subcampeón: KEY Opatija
- 1982: ZVK Vela Luka; subcampeón: ZVK Betina